# Maria Pozsonec
Maria Pozsonec (Dolga Vas, 16 gennaio 1940 – 3 aprile 2017) è stata una pedagoga e politica slovena, ex rappresentante della comunità ungherese.

## Biografia
Nata a Dolga Vas, frazione di Lendava in Slovenia, ha frequentato la scuola a Subotica (Serbia), poi pedagogia a Maribor (Slovenia) e poi ha studiato filosofia a Novi Sad (Serbia), ma non ha completato gli studi. Dal 1990 al 2008 venne eletta cinque volte al parlamento sloveno come rappresentante della minoranza ungherese, venendo poi succeduta da László Göncz. Ha fatto parte di importanti commissioni tra cui la commissione per le relazioni internazionali, la commissione per l'agricoltura e la silvicoltura, la commissione per le relazioni internazionali, della commissione d'inchiesta post-bellica, la commissione per la relazione con gli sloveni all'estero.